# Ramón García Sanz
Ramón García Sanz (Saragossa, 1948 - Hoyo de Manzanares, 1975) va ser un dels últims activistes polítics antifranquistes als quals se'ls va aplicar la pena de mort. Va morir executat, mitjançant afusellament, el 27 de setembre de 1975 a Hoyo de Manzanares, Madrid després del consell de guerra que es va celebrar a El Goloso.
El 27 de setembre de 1975 van ser executats, a més de Ramón García Sanz, els militants del Front Revolucionari Antifeixista i Patriota, FRAP, Xosé Humberto Baena Alonso i José Luis Sánchez Bravo, i els militants d'ETA Jon Paredes Manot (Txiki) i Angel Otaegi Etxeberria. Aquestes van ser les últimes execucions del règim franquista, poc abans de la mort del dictador. Aquestes morts van aixecar una ona de protestes i condemnes contra el govern d'Espanya dins i fora del país, tant a nivell oficial com a popular.
Ramón García Sanz, que tenia com alies el sobrenom de "Pito", era soldador de professió, membre del FRAP. Va ser acusat i condemnat per l'atemptat que va costar la vida al tinent de la Guàrdia Civil Antonio Pose Rodríguez el 16 d'agost en el Consell de Guerra celebrat el 26 d'agost de 1975 a El Goloso a Madrid.

## El Consell de Guerra
El 18 de setembre de 1975 en l'aquarterament madrileny de la XII Brigada Cuirassada, en "El Goiloso" se celebra en Consell de Guerra contra José Luis Sánchez-Bravo Solla, estudiant de física de 21 anys; Manuel Cañaveras de García, estudiant de COU de 20 anys; Ramón García Sanz, soldador de 26 anys; María Jesús Dasca Pénelas, estudiant de 20 anys; Concepción Tristán López, infermera de 21 anys, als qui el fiscal demana penes de mort i José Fonfría Díaz, llicenciat en Biològiques i professor de l'Institut de Colmenar Viejo de 29 anys a qui demanen pena de reclusió de trenta anys. Tots són acusats de l'atemptat que va costar la vida al Guàrdia Civil Antonio Pose Rodríguez el 16 d'agost de 1975 al barri del Batan, de Madrid, mitjançant trets amb una escopeta de canons retallats.
Assenyalen Sánchez Bravo com el responsable del comando del FRAP que va realitzar l'atemptat, Manuel Cañaveras és acusat de facilitar l'arma, Ramón García de realitzar el tret i Concepción Tristán, previ vistiplau de María Jesús Desea de donar l'ordre de realitzar l'atemptat.
El Consell de Guerra és en grau "sumaríssim" per la gravetat extraordinària dels fets que en provoquen una ràpida tramitació. Els tràmits són molt ràpids i una vegada que hi ha sentència aquesta és comunicada a fiscal i defenses, qui podran al·legar el que al seu dret convingui pel terme de dues hores, després passa a l'auditor perquè aquest proposi a l'Autoritat Judicial resolució que procedeixi. L'Autoritat Militar fa ferma la sentència que és executada ràpidament. En cas de pena mort es comunica a l'a el Govern i s'espera a la recepció de l'assabentat abans de realitzar l'execució.
El Consell de Guerra, l'hora del qual de començament estava assenyalada a les 9 del matí, es retarda fins al dos quarts de cinc de la tarda per ampliar el termini d'instrucció de les defenses i estan també pendents de solució sengles escrits de presentats per les defenses, un d'ells de recusació dels membres del Consell i un altre de nul·litat de les actuacions per falta d'ordre constitutiu del Consell. Es demana pena de mort per a cinc acusats i 30 anys de presó per a José Fonfria.
Els advocats de la defensa són; Juan Lozano Villaplana, Concepción de la Penya, Ventura Pérez Mariño, Pedro González Gutiérrez-Barquín, Juan José Aguire i Pilar Fernández.
Una vegada que el president del Consell va fer lectura del apuntamiento, els advocats defensors sol·liciten la vènia per realitzar al·legacions, cosa que és denegada pel president, davant la insistència de la presentació d'al·legacions el president procedeix a rellevar a l'advocat defensor Juan José Aguire pel suplent. Amb l'excepció de Pedro González Gutiérrez-Barquín, tots els advocats defensors són rellevats pels seus suplents i obligats a abandonar la sala. Els nous lletrats, els senyors Viada, Sales, Listerrí, Satrústegui i senyora Sauquillo, també són rellevats i substituïts per comandants de diferents armes de l'exèrcit que exerceixen de defensors d'ofici.
El ministeri fiscal realitza l'interrogatori dels encausats els quals afirmen que pertanyen al FRAP i neguen haver participat en l'atemptat contra Pose Rodríguez assenyalant a més que les anteriors declaracions, de les quals es desdiuen, van ser realitzades sota pressió.
José María Fonfría (a qui demanaven 30 anys de presó) declara que ell tenia la comesa de robar un cotxe i que no ho va fer. Que es va assabentar de la veritable naturalesa de l'acció quan va arribar al lloc, que va comprar un diari i es va allunyar del lloc i va sentir tres detonacions.
Després d'un descans d'unes dues hores i mitja es reprèn el procés i el fiscal jurídic militar dona lectura a les conclusions definitives. Afirma en aquestes conclusions que Sánchez-Bravo va concebre atemptar contra el Guàrdia Civil Posi Rodríguez, i va informar d'ells a Cañaveras, García Sanz i a Concepción Tristán, qui li ho va dir a María Jesús Dasca. Va ser Concepción Tristán qui va ordenar Sánchez-Bravo planejar l'atemptat i va designar als executors materials, els encausats García Sanz, Cañaveras i una altra persona, encarregant el robatori del cotxe a José Fonfría. Fonfría no va realitzar la seva comesa encara que va estar vigilant mentre es procedia a l'atemptat. El fiscal conclou que els acusats són culpables de terrorisme segons l'article 294 bis, b), número 1, del Codi de Justícia Militar.
Els advocats defensors d'ofici afirmen que els seus defensats no van participar en els fets i demanen la lliure absolució o l'aplicació de penes que oscil·larien de quinze anys, en el cas de María Jesús Dasca i José Luís Sánchez-Bravo, fins a les de dotze anys i un dia de reclusió per a Ramón García Sanz. Per a José Fronfría es demana que l'absolució o la reclusió menor en el cas que s'estimarà que hi hagi hagut complicitat. A les nou de la nit es dona per acabada la vista.

### La sentència
La sentència del Consell de Guerra Sumaríssim és la condemna a mort de Concepción Trístán López, infermera de 21 anys; María Jesús Dasca Pénelas, estudiant de 20 anys; José Luis Sánchez-Bravo Solla, estudiant de 20 anys; Ramón García Sanz, soldador de 26 anys i Manuel Cañaveras de Gracía, estudiant de 20 anys. José Fonfría Díaz, llicenciat en biològiques de 29 anys, és condemnat a vint anys de reclusió.
Se'ls troba culpables d'un delicte de terrorisme segons l'article 294 bis del Codi de Justícia Militar, al com se li afegeixen els agreujant de traïdoria, premeditació i d'haver comès el delicte més de dues persones. Condemnen també al pagament d'una indemnització dels hereus de la víctima de un milió i mig de pessetes. José Fonfría és condemnat a 10 anys de reclusió en apreciar que no era coautor dels fets, sinó només còmplice.
La sentència es comunica a les vuit i vint minuts del matí als advocats defensors els que formulen escrits d'al·legació davant el general auditor dins del termini de dues hores que se són assignades.
Les sentències es fan fermes pel ratificat del capità general de la primera regió militar i l'"assabentat" del Consell de Ministres.
Les dues dones estan embarassades i, per tant, no se'ls comunicarà la sentència fins a 40 dies després que donin a llum.

### Ratificació de la pena de mort
El consell de ministres que es reuneix el 26 de setembre ratifica 5 de les 11 penes de mort que arriben a la seva taula (provenen delso Consells de Guerra que s'han celebrat a Burgos, El Goloso i a Barcelona). Franco reafirma aquestes cinc penes de mort i les execucions es realitzen l'endemà.

A dos quarts de set de la tarda del dia 26 de setembre el ministre d'Informació i Turisme, León Herrera Esteban, llegeix la nota que diu: 
| « | El Govern, en relació amb quatre causes instruïdes per la Jurisdicció Militar, per delictes de terrorisme i d'agressió a Força Armada, ha tingut coneixement de les corresponents sentències i s'ha donat per 'assabentat' de la pena cabdal imposada a Angel Otaegi Etxeberria, José Humberto - Francisco Baena Alonso, Ramón García Sanz, José Luis Sánchez-Bravo Solies i Jon Paredes Manot. Sa Excel·lència el Cap de l'Estat. d'acord amb el Govern, s'ha dignat exercir la gràcia d'indult en favor dels també condemnats a la pena capital José Antonio Garmendia Artola, Manuel Blanco Chivite, Vladimiro Fernández Tovar, Concepción Tristán López. María Jesús Dasca Pénelas i Manuel Cañaveras de Gracia. | » |

Després de la lectura de la nota afegeix: 
| « | La prerrogativa de la qual ha usat el Cap de l'Estat no comporta una decisió que externa o formalment hagi de ser fundada. Es funda, per tant, en la facultat d'exercir el dret de gràcia que conformement a la llei té el Cap de l'Estat. Una mica més de caràcter complementari: d'acord amb el Codi de Justícia Militar, qualsevol que sigui la pena imposada, els tràmits de la seva notificació i compliment corresponen a l'autoritat judicial militar del territori on es va substanciar la causa. I afegir, per ultimo, que el termini al que al·ludeix l'article 871 del Codi de Justícia Militar, el de dotze hores, naturalment no comença a explicar sinó a partir de la data de notificació de la sentència per l'autoritat Judicial militar, que és qui disposa quan i com es notifica. Sobre aquest tema, els pregaré a vostès, crec que tots som conscients que és important i delicat, que, excepte alguna precisió de caràcter molt concret, no obríssim col·loqui sobre això. | » |

El ministre afirma que les execucions es durien a terme de dia i amb la corresponent publicitat, tal com assenyala l'article 871 del Codi de Justícia Militar.

## L'execució
El Consell de Ministres del divendres 26 de setembre confirma les penes de mort de cinc encausats. Hi ha diverses protestes d'advocats al Col·legi d'Advocats de Barcelona i es realitzen gestions amb el Vaticà.
A Barcelona, va ser executat Jon Paredes Manot, Txiki, de 21 anys, i a Burgos, Angel Otaegi, de 33. Tots dos, acusats de pertànyer a ETA. A Hoyo de Manzanares (Madrid), José Luis Sánchez Bravo, de 22 anys, Ramón García Sanz, de 27, i Xosé Humberto Baena Alonso, de 24, membres del Front Revolucionari Antifeixista i Patriota (FRAP).
A Hoyo de Manzanares els afusellaments els van fer tres escamots composts cadascun per deu guàrdies civils o policies, un sergent i un tinent, tots voluntaris. A la 9.10, els policies van afusellar Ramón García Sanz. Als 20 minuts, José Luis Sánchez Bravo i poc després Humberto Baena. A les 10.05 tot havia conclòs. No hi va poder assistir cap familiar dels condemnats, malgrat ser "execució pública", segons marcava la llei.
Els cadàvers dels tres membres del FRAP van ser enterrats el mateix matí de la seva execució a Hoyo de Manzanares. Les restes de Sánchez Bravo serien traslladats, posteriorment, a Múrcia, i els de Ramón García Sanz, al cementiri civil de Madrid. Els de Xosé Humberto Baena van ser traslladats a Vigo vuit dies després, per evitar les manifestacions i la possibilitat que hi hagués més morts.

## Llibres
- Sánchez Erauskin Javier (1978), «El viento y las raíces», (Libro en homenaje a Txiki y Otaegi, y que fue secuestrado y prohibido aquel mismo año. Dos años más tarde, el periodista tuvo que comparecer ante la Audiencia Nacional acusado de «apología del terrorismo» a raíz de aquella publicación, cuyos derechos de autor habían sido cedidos a las madres de Jon Paredes y de Anjel Otaegi).(Ver on-line) Arxivat 2008-12-04 a Wayback Machine..
- Sánchez Erauskin, Xabier. Txiki, haizea eta sustraiak..  Bilbao: Haizea eta Sustraiak Kultur Elkartea, 2007. ISBN 978-84-96536-87-6.

- VVAA: 27 de septiembre de 1975. Cinco héroes del pueblo La primera edición enero de 1976 por la Agencia de Prensa España Popular (A.P.E.P.). La segunda edición se realizó en septiembre de 1978. En septiembre de 2005 se realiza la tercera edición, realizada por Tiempo de Cerezas. Ediciones, respetando íntegramente todos los textos de la segunda edición; algunas de las fotografías e ilustraciones no se han podido reproducir.

## Revistes
- Interviu (19/09/2005): Documento en conmemoración del treinta aniversario de los fusilamientos. (Leer on-line)[Enllaç no actiu]
- FRAP, 27 de septiembre de 1975 Grupo Edelvec Edición Vangurdia obrera, Madrid 1985 (Leer on-line)

## Filmografia
- Aguirre, Iñaki: El viento y la raíz (2007). (Ver on-line) Arxivat 2008-12-04 a Wayback Machine.
- Dufour, Adolfo: Septiembre del 75 (2008). Ver noticia on-line[Enllaç no actiu]. Página oficial Arxivat 2011-05-19 a Wayback Machine.
- García Sánchez, J.L: La noche más larga (1991). Veure on-line